# Ruby (rivière)
Pour les articles homonymes, voir Ruby (homonymie).
La Ruby est une rivière du Montana, aux États-Unis, affluent de la Beaverhead.